# Beneluxhaven
De Beneluxhaven is een haven in het westen van het Europoort-gebied in Rotterdam, aan het begin van het Calandkanaal.
De Beneluxhaven is in de jaren zestig gegraven. De haven heeft twee belangrijke functies: hier is de terminal voor veerdiensten op Groot-Brittannië (waaronder een van P&O Ferries) en aan het begin van de haven is een terminal van EBS (de vroegere Graan Elevator Maatschappij) gevestigd.